# Еріка Слезак
Еріка Слезак (англ. Erika Slezak, 5 серпня 1946, Голлівуд) — американська акторка, відома за роллю Вікторії Лорд в телесеріалі «Одне життя, щоб жити».

## Життя і кар'єра
Дочка актора Вальтера Слезак, онука актора Лео Слезак. У 17 років була прийнята в «Королівську академію драматичного мистецтва», одну з найвідоміших театральних шкіл у світі, ставши однією з наймолодших учнів, коли вчилася в ній.
Слезак найбільш відома за роллю Вікторії Лорд в мильній опері «Одне життя, щоб жити», в якій знімалася впродовж 40 років. Вона брала участь у шоу з 1971 по 2012 рік, аж до фіналу, в 2013 році повернулася до ролі в серіалі-відродженні.
Слезак належить абсолютний рекорд серед акторок денного телебачення з шістьма перемогами на «Денний премії Еммі» в головній категорії "Найкраща акторка в драматичному серіалі". Хоча Слезак ніколи не досягала статусу телезірки, вона вважається однією з найкращих акторок денного телебачення в США.
4 серпня 1978 одружилася з Браяном Девісом, народила сина Майкла Девіса (р. 1980) і дочку Аманду Девіс (р. 1981).

## Нагороди та номінації
- Денна премія «Еммі» за найкращу жіночу роль у драматичному серіалі — перемоги: 1984, 1986, 1992, 1995, 1996, 2005.
- Денна премія «Еммі» за найкращу жіночу роль у драматичному серіалі — номінації: 1983, 1988, 2012.